# Carl Martin Allwood
Carl Martin Allwood, född 23 mars 1952, är en svensk professor i psykologi och författare. 

## Biografi
Allwood studerade psykologi och avlade 1982 doktorsexamen vid Göteborgs universitet med en avhandling om kognitiva aspekter vid statistisk problemlösning. Han har därefter till stor del varit verksam i Göteborg, bland annat som docent i psykologi sedan 1987 och som professor sedan 2008. Åren 1998-2008 var han professor i psykologi vid Lunds universitet. 
Hans forskning är primärt inriktad på kognitionspsykologi, social kognitionspsykologi och kulturorienterad psykologi. Han har sedan 1980-talet även studerat kognition och information i förhållande till datorer och teknologiska system i samspel med människan. Andra inriktningar inbegriper specialområden som:
- psykologi i relation till bedömningsprocesser, främst olika former av metakognition, och beslutsfattande
- relationen mellan kognitiva stilar såsom beslutsfattandestilar och föreställningar om den egna bedömningsförmågan och utfall såsom upplevd stress i arbetslivet
- forensisk psykologi, främst vittnespsykologi
- forskningspsykologi, till exempel egenskaper hos kreativa kunskapsmiljöer
- kunskapsantropologi, till exempel egenskaper hos och utmaningar för så kallade inhemska psykologier, indigenous psychologies
- vetenskapsteori, främst vad gäller den problematiska och kaotiska distinktionen mellan kvalitativ och kvantitativ forskningsansats

### Familj
Carl Martin Allwood är son till Martin Allwood och Inga Wihelmsen Allwood samt bror till Jens Allwood.